# Diarios centenarios
Diarios centenarios es el nombre de una serie filatélica emitida por la Sociedad Estatal Correos y Telégrafos de España entre los años 2003 y 2010, dedicada a celebrar los principales diarios españoles, que por esas fechas cumplieron, en su mayoría, el primer centenario de su existencia. En total fueron puestos en circulación 24 sellos en 18 fechas de emisión diferentes.

## Descripción
| Fecha de emisión | Nombre del sello (descripción) | Dimensiones (mm) | Valor facial (en €) |
| ---------------- | --- | ---------------- | ------------------- |
| 17.03.2003       | 1) Motivo alusivo al centenario de la fundación del periódico ABC | 40,9 × 28,8      | 2,15                |
| 16.06.2003       | 1) Dibujo alusivo al 135.º aniversario de la fundación del periódico Diario de Cádiz, que muestra un vendedor de periódicos en traje de época                                                                                   | 28,8 × 40,9      | 0,26                |
| 04.07.2003       | 1) Motivo alusivo al centenario de la fundación del periódico El Diario Montañés de Santander | 28,8 × 40,9      | 0,26                |
| 11.07.2003       | 1) Motivo alusivo al centenario de la fundación del periódico Diario de Navarra | 40,9 × 28,8      | 0,26                |
| 24.07.2003       | 1) Dibujo alusivo al 120.° aniversario de la fundación del periódico El Adelanto de Salamanca | 28,8 × 40,9      | 0,26                |
| 01.04.2004       | 1) Dibujo alusivo al periódico Diario de Burgos, que muestra la imagen de una vendedora del periódico y como fondo la silueta de la Casa Consistorial                                                                           | 28,8 × 40,9      | 0,27                |
| 29.05.2004       | 1) Motivo alusivo al periódico Diario de Valencia | 40,9 × 28,8      | 0,27                |
| 20.09.2004       | 1) Motivo alusivo al 109.º aniversario de la fundación del periódico Heraldo de Aragón de Zaragoza, que muestra parte del mural que decora el vestíbulo de las instalaciones del diario                                         | 28,8 × 40,9      | 0,27                |
| 16.05.2005       | 1) Motivo alusivo al 124.º aniversario de la fundación del periódico Diario Palentino, que muestra una imagen del Cristo del Otero, el escudo de la ciudad de Palencia y un gallo, como símbolo de los vendedores de periódicos | 28,8 × 40,9      | 0,78                |
| 16.05.2005       | 2) Motivo alusivo al 112.º aniversario de la fundación del periódico Última hora de Palma de Mallorca, que muestra un ejemplar del periódico doblado                                                                            | 40,9 × 28,8      | 1,95                |
| 16.05.2005       | 3) Dibujo alusivo al 112.º aniversario de la fundación del periódico Diario de Ibiza, que muestra un diseño con motivos marinos y arquitectónicos                                                                               | 40,9 × 28,8      | 2,21                |
| 20.04.2006       | 1) Motivo alusivo al centenario de la fundación del periódico Diario de León | 28,8 × 40,9      | 0,41                |
| 20.04.2006       | 2) Fotografía antigua de la plaza de la Leña en la ciudad de Pontevedra con motivo del 117.º aniversario de la fundación del periódico Diario de Pontevedra                                                                     | 40,9 × 28,8      | 0,41                |
| 20.04.2006       | 3) En ocasión del 134.º aniversario de la fundación del periódico Levante - El Mercantil Valenciano, el sello muestra el ejemplar del periódico                                                                                 | 40,9 × 28,8      | 0,41                |
| 20.04.2006       | 4) En ocasión del 108.º aniversario de la fundación del periódico Diario de Ávila, el sello muestra un dibujo de dos lectores del periódico y una parte de la Muralla de Ávila                                                  | 28,8 × 40,9      | 0,41                |
| 20.04.2006       | 5) Motivo alusivo del 150.º aniversario de la fundación del periódico El Norte de Castilla de Valladolid | 28,8 × 40,9      | 0,41                |
| 09.11.2006       | 1) Motivo alusivo al 125.º aniversario de la fundación del periódico La Vanguardia de Barcelona, que muestra una pila de periódicos                                                                                             | 28,8 × 40,9      | 0,29                |
| 31.01.2007       | 1) Motivo alusivo al 140.º aniversario de la fundación del periódico Las Provincias de Valencia, que muestra un ejemplar del periódico doblado y mostrando la carátula                                                          | 40,9 × 28,8      | 0,42                |
| 04.10.2007       | 1) Motivo alusivo al 106.º aniversario de la fundación del periódico El Adelantado de Segovia, que muestra un ejemplar del periódico doblado y mostrando la carátula                                                            | 40,9 × 28,8      | 0,78                |
| 30.01.2008       | 1) Motivo alusivo al centenario de la fundación del periódico La Voz de Avilés, que muestra su cabecera y el logotipo del centenario                                                                                            | 40,9 × 28,8      | 0,31                |
| 09.05.2008       | 1) Dibujo alusivo al centenario de la fundación del periódico El Progreso de Lugo | 40,9 × 28,8      | 0,31                |
| 15.01.2009       | 1) Motivo alusivo al 120.º centenario de la fundación del periódico La Rioja | 40,9 × 28,8      | 0,32                |
| 30.04.2010       | 1) El Correo de Bilbao con motivo del centenario de su existencia | 28,8 × 40,9      | 0,34                |
| 15.10.2010       | 1) La cabecera de un ejemplar del periódico El Día de Santa Cruz de Tenerife en ocasión del centenario de su fundación | 40,9 × 28,8      | 0,34                |